# Heinrich (Ravensberg)
Heinrich von Ravensberg († nach 1176) war zusammen mit seinem Bruder Otto Graf von Ravensberg.

## Leben
Er stammte aus dem Geschlecht der Grafen von Calvelage und war Sohn des Hermann II. (als Graf von Ravensberg Hermann I.) und der Mutter Judith von Zütphen.
Nach dem Tod des Vaters war er zusammen mit seinem Bruder Otto Graf von Ravensberg. Die Bezeichnung Calvelage kam aus Gebrauch. Wie sein Bruder war Heinrich eng mit Heinrich dem Löwen verbunden. Mit diesem waren sie über die Grafen von Northeim her verwandt. Bereits 1152 war er und sein Bruder dem Herzog behilflich, als dieser seine Macht in Westfalen ausweiten wollte. Graf Heinrich ist zwischen 1158 und 1175 im Umfeld Heinrich des Löwen nachweisbar. Er war 1161 Zeuge als der Herzog Löwe die Herstellung des Friedens zwischen Deutschen und Gotländern beurkundete und den Gotländern die ihnen von Kaiser Lothar erteilten Freiheiten bestätigte. 1163 waren die Brüder im Hoflager des Herzogs in Hannover anwesend und dienten ihm als Zeugen. Für die Wertschätzung spricht, dass die Ravensberger an der Spitze der Zeugenliste erscheinen. Heinrich war 1165 zusammen mit dem Herzog am kaiserlichen Hofgericht tätig. Er war 1168 bei der Hochzeit des Herzogs mit der englischen Prinzessin Mathilde Plantagenet in Minden anwesend. Im Jahr 1170 war Heinrich im Gefolge Heinrichs des Löwen bei der Weihe der Bischofskirche in Schwerin. Danach reiste er mit dem Herzog nach Ratzeburg. Im Jahr 1175 war er bei der Einweihung einer Kapelle in Lübeck anwesend. Ein Jahr später war er Zeuge für eine Urkunde Bischof Arnolds von Osnabrück zu Gunsten des Klosters Clarholz. Er starb unverheiratet und ohne leiblichen Erben.